# Barcelona Sur
Barcelona Sur es un thriller perteneciente a la corriente de cine quinqui, sobre un grupo de mujeres delincuentes en la Barcelona preolímpica. Aunque solo tuvo relativo éxito en su momento, sigue siendo un documento de excepción sobre esa gran ciudad lejos del esplendor actual.

## Argumento
Cuando Gumer sale de la cárcel en Barcelona y tiene ansias de venganza. La recoge su mejor amiga Charo, prostituta con problemas con Toni, su proxeneta. Vuelven al barrio del puerto, por aquella época un barrio deprimido y devastado por la droga donde ambas deciden crear una banda de ladronas para ganar dinero y defenderse en los bajos fondos.

## Reparto
- Marta Molins como Gumer
- Alma Muriel como Charo
- Jaime Moreno como Toni
- Ángel Jové como Ángel
- Paca Gabaldón como Inma
- Irán Eory como Carla
- José Luis Manzano como Chema
- Carme Elías como Prostituta
- Juanjo Puigcorbé como Encuestador

## Recepción

### Público
Tras más de diez años de éxitos en el cine quinqui, el productor de Navajeros, Pepón Coromina, le encargó esta película al director. El público la acogió bien, aprovechando los últimos coletazos de la moda del cine quinqui, recaudando 251.414 €.

### Crítica
Englobada dentro del cine quinqui al estrenarse en los últimos años del apogeo del género y aprovechando el tirón que tenía, muchos críticos no lo consideran así. Ni siquiera el director que, al estar alejado de ese género antes y después de esta película, no reconoció del todo su autoría. Estilísticamente y en el aspecto técnico no tiene nada que ver, con elementos más afines a la Nouvelle Vague. De hecho varios pósteres de Al Final De La Escapada se ven de manera prominente en varios momentos del film.
Incluso en el guion se descubren muchas más semejanzas. Aun teniendo elementos comunes como los barrios marginales, las drogas y la prostitución, muchos defienden que es un thriller típico de cine negro. Ya que es una historia de criminales clásica que empieza con el protagonista saliendo de la cárcel a un mundo cambiado.